# Bendis

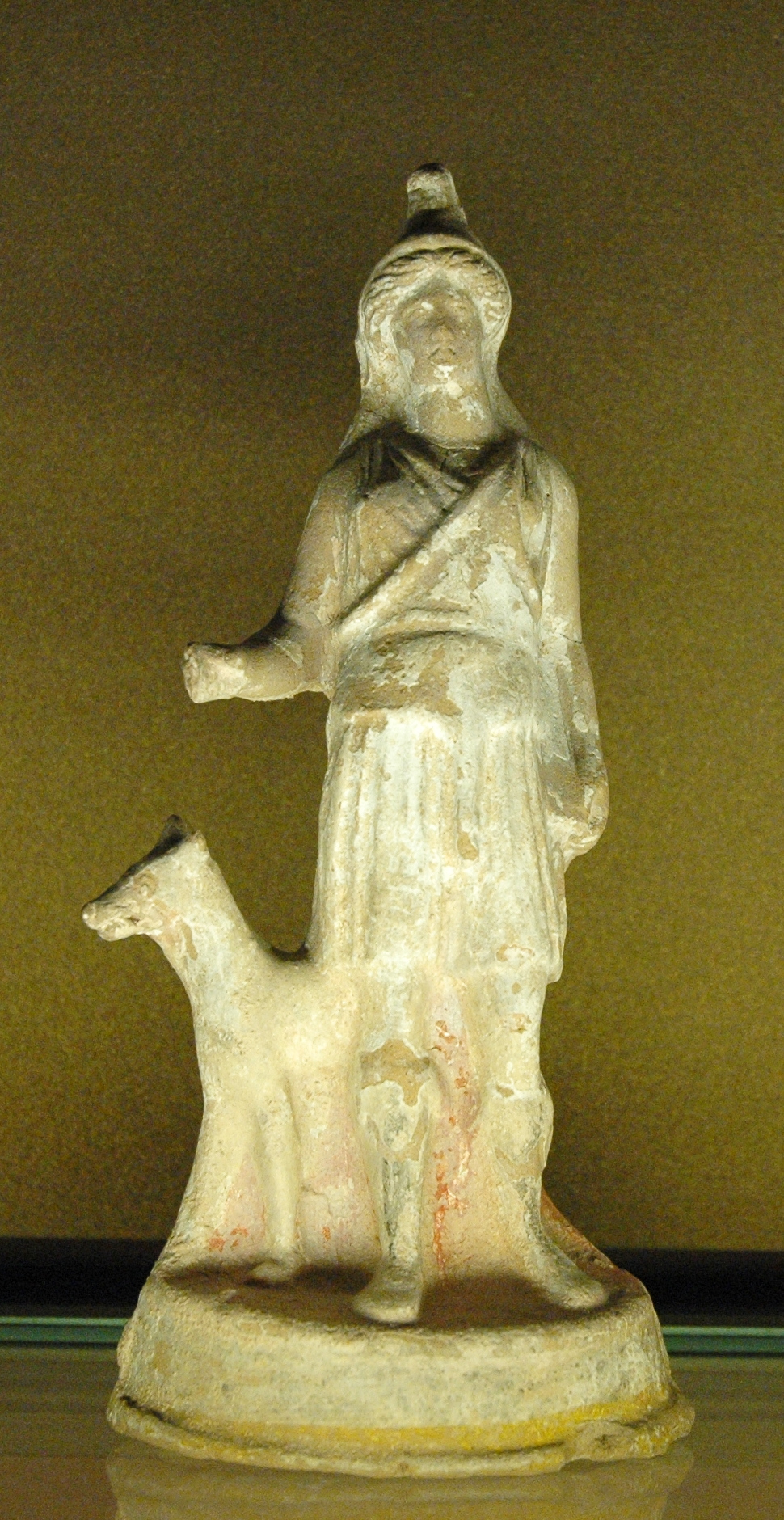
Terakotowa figurka przedstawiająca Bendis

Bendis, Bendida, Mendis - w mitologii trackiej bogini księżyca, a także łowów i płodności. Przez Greków utożsamiana z Artemidą.
Małżonka Sabazjosa. 
Kult Bendis był bardzo rozpowszechniony wśród Traków. Być może była żeńskim odpowiednikiem Jeźdźca. 
Na płytach kultowych często jest ukazywana jako Artemida, w łowieckim stroju, tunice, trackim płaszczu i w kapturze na głowie. Towarzyszy jej pies. 
Tracko-greckie związki kulturowe doprowadziły do przeniknięcia kultu Bendidy do Grecji. Kult Bendis w Atenach był oficjalnie wprowadzony w latach 430-429 p.n.e. Jej świątynia, zwana Bendidejon (Bendidion), znajdowała się w Pireusie. Wizerunki Bendis nie były jednak częstym tematem greckiego malarstwa wazowego.

## Bendis a legenda o Wandzie
Włodzimierz Szafrański sugerował, że Bendis mogła być pierwowzorem legendarnej Wandy. Według niego, legenda o Wandzie, która nie chciała poślubić Niemca, to zniekształcony przez chrześcijańskich kronikarzy relikt znacznie starszego, trackiego mitu. Wedle tego trackiego mitu, bogini księżyca nie chciała wejść w narzucony związek z bóstwem solarnym. 
Mit ten przeniknął na ziemie Słowian i z czasem, według Szafrańskiego, został zaadaptowany i zsekularyzowany w postaci narodowej legendy historycznej, którą kronikarze tacy jak Wincenty Kadłubek czy Jan Długosz wpisali w kontekst walki Polaków z Niemcami.